# Мартос
Мартос
 (шп. Martos) град је у Шпанији у аутономној заједници Андалузија у покрајини Хаен. Према процени из 2017. у граду је живело 24 240 становника.

## Становништво
Према процени, у граду је 2017. живело 24 240 становника.
| 2017.  |
| ------ |
| 24.240 |

## Партнерски градови
- Baler
- Cellamare
- Мора